# Pokémon : Zoroark, le maître des illusions
 Pokemon : Zoroark, le Maître des Illusions connu sous le nom de Pocket Monsters Diamond & Pearl the Movie: Phantom Ruler: Zoroark (劇場版ポケットモンスター ダイヤモンド＆パール 幻影の覇者 ゾロアーク (Gekijōban Poketto Monsutā Daiyamondo ando Pāru: Gen'ei no Hasha: Zoroāku)) au Japon est le 13e long-métrage de la saga Pokémon, Il est sorti au Japon en juillet 2010. Mise en fiction du film est basée sur divers endroits aux Pays-Bas et en Belgique. Parmi les endroits qu'ils ont visités et qui ont été utilisés comme source d'inspiration pour le film étaient les Magere Brug, rivière Amstel, Kinderdijk, et à Bruxelles, la ville de la RTBF, et est sorti en DVD en France le 6 avril 2011.

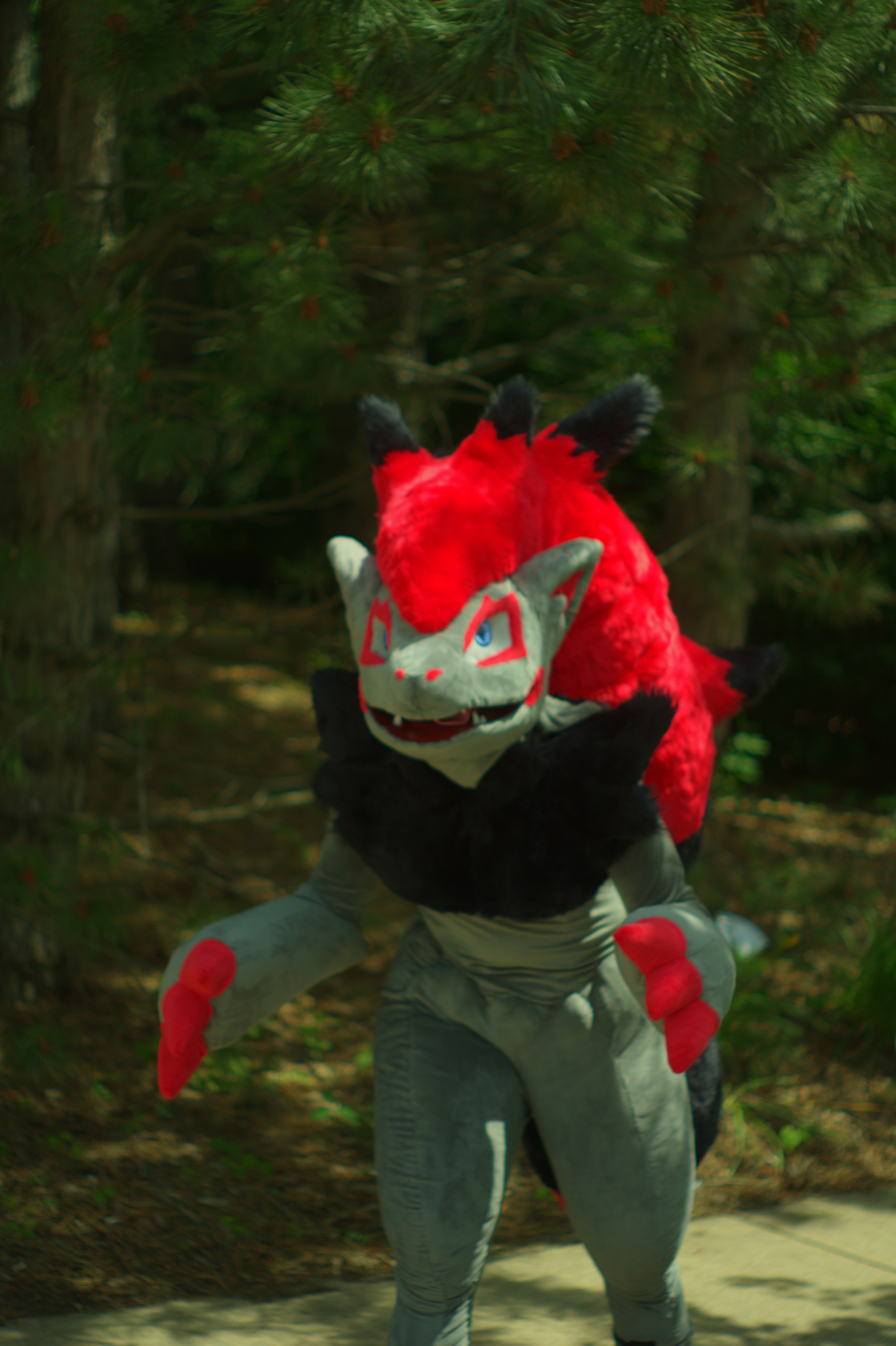
Cosplay de Zoroark

C'est dans ce film qu'apparaissent les deux premiers Pokémon de la 5e génération : Zorua, qualifié de « Sombrenard », et Zoroark, qualifié de « Polymorfox ». Il désigne le fameux Maître de l'illusion capable de se métamorphoser en n'importe qui, n'importe quand et n'importe où. Dans ce film, les trois héros se retrouvent perdus dans la forêt. Cherchant à regagner la ville, ils rencontrent Zorua, un Pokémon pouvant se transformer en n'importe quoi.

## Fiche technique
- Production Française
- SDI Media
- Directeur Artistique : Jean-Marc Delhausse
- Adaptation Française : Sophie Servais
- Version Française de la chanson "I Believe in You" Paroles par : Marie-Line Landerwyn
- Interprétée par : Marie-Ange Teuwen

## Distribution
| Acteur francophone    | Personnage(s)                              |
| --------------------- | ------------------------------------------ |
| Aurélien Ringelheim   | Sacha                                      |
| Alexandra Corréa      | Aurore                                     |
| Antoni Lo Presti      | Pierre                                     |
| Catherine Conet       | Jessie                                     |
| David Manet           | James                                      |
| Philippe Tasquin      | Miaouss                                    |
| Michel Hinderyckx     | Narrateur, voix de Pokémon                 |
| Fabienne Loriaux      | Infirmière Joëlle, voix de Pokémon         |
| Delphine Chauvier     | Agent Jenny, voix de Pokémon               |
| Colette Sodoyez       | Tammy                                      |
| Bruno Georis          | Joe                                        |
| Élisabeth Guinand     | Zorua                                      |
| Patrick Brüll         | Grégoire Kodai                             |
| Béatrice Wegnez       | Peggy                                      |
| Michelangelo Marchese | Gory                                       |
| Séverine Cayron       | Miranda                                    |
| Marc Weiss            | Charles                                    |
| Tony Beck             | Commentateur du match de Paniéball Pokémon |
| Frédéric Clou         | Voix de Pokémon                            |
| Guylaine Gibert       | Voix de Pokémon                            |
| Jean-Marc Delhausse   | Voix de Pokémon                            |